# Canoterapia

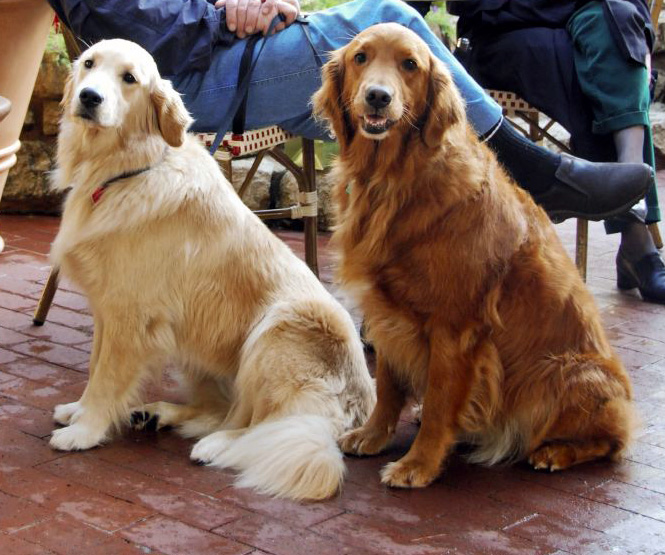
Golden Retriever se utilizan a menudo como perros de terapia debido a su comportamiento tranquilo, gentil disposición, y la amabilidad de los extraños.

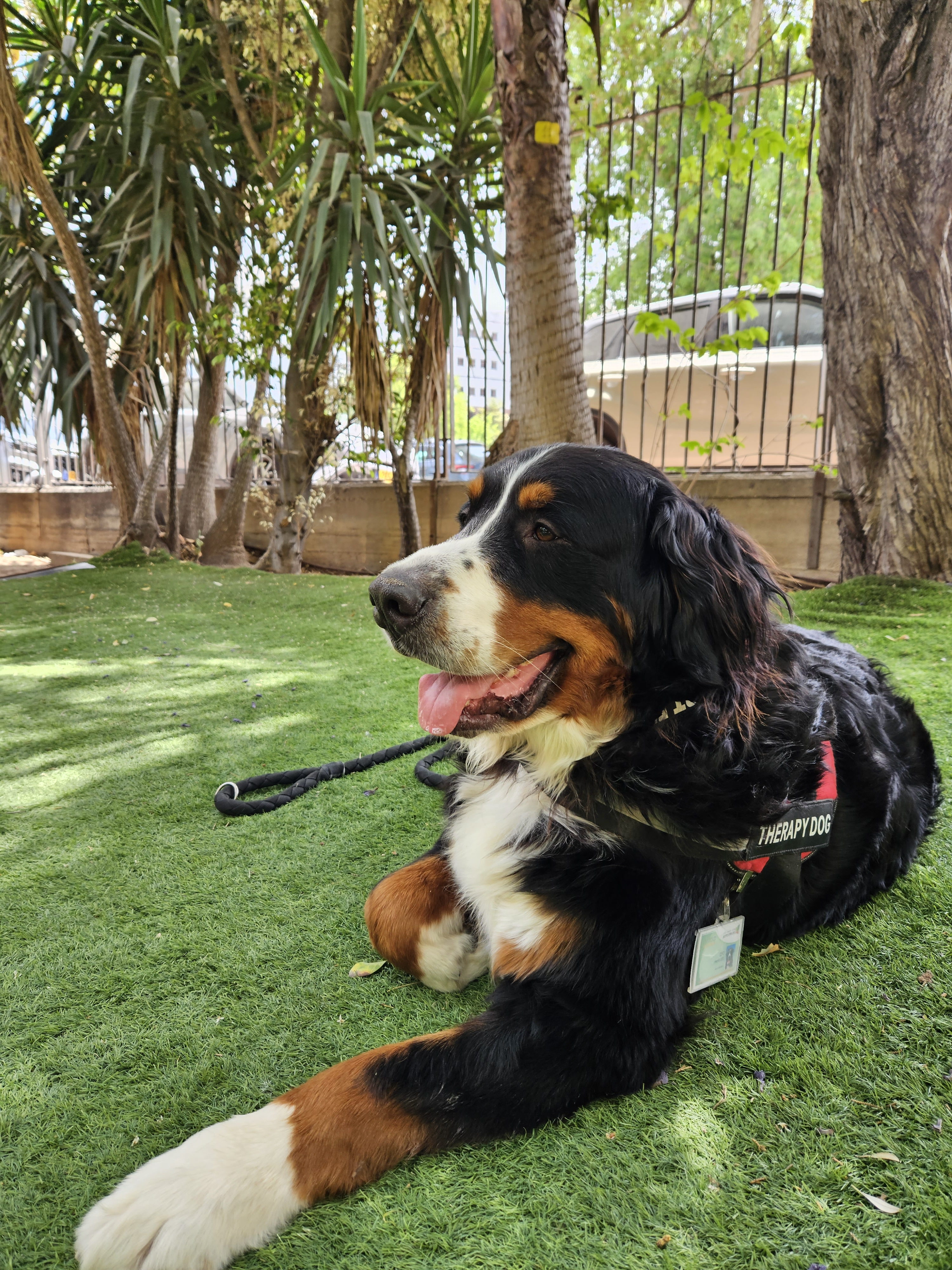

Un perro de terapia es un perro que está entrenado para brindar afecto, comodidad y apoyo a personas en hospitales, hogares de ancianos, escuelas, bibliotecas, hospicios y / o áreas de desastre. En los Estados Unidos, estos perros están definidos pero no están cubiertos o protegidos por la Ley Federal de Vivienda o la Ley de Estadounidenses con Discapacidades. Tampoco tienen derechos de acceso público, con excepción de los lugares específicos que visitan y trabajan. Por lo general, los perros recibirían derechos solo por instalaciones individuales. Los perros de terapia se someten a varias pruebas para garantizar que estén en forma para el trabajo. Estas pruebas analizan su capacidad para bloquear las distracciones, el nivel de comodidad alrededor de una variedad de personas con muchas discapacidades diferentes y si pueden caminar cómodamente por muchos terrenos diferentes. 
El uso de perros por razones terapéuticas ha sido demostrado por muchas personas en los últimos siglos, incluidos Florence Nightingale, Sigmund Freud y Elaine Smith. 
Hay países en los que existen  que ofrecen evaluación y registro para perros de terapia, a veces con un enfoque en una práctica terapéutica particular, como leerle a los perros. Los perros de terapia tienen varios beneficios que van desde beneficios terapéuticos y psicológicos y beneficios académicos y cognitivos.

## Historia
Florence Nightingale fue pionera en la idea de Animal Assisted Therapy (AAT). Descubrió que los pacientes de diferentes edades que vivían en una institución psiquiátrica se aliviaban de la ansiedad cuando podían pasar tiempo con animales pequeños. Freud creía que los perros podían sentir ciertos niveles de tensión que sentían sus pacientes. Freud también usó a su perro para comunicarse con sus pacientes. Al principio, sintió que sus pacientes se sentían más cómodos hablando con su perro y esto abrió puertas para que luego se sintieran más cómodos hablando con él.  El uso de la terapia también se puede atribuir a Elaine Smith, una enfermera registrada. Mientras un capellán y su perro lo visitaban, Smith notó la comodidad que esta visita parecía brindar a los pacientes. En 1976, Smith comenzó un programa para entrenar perros para visitar instituciones, y la demanda de perros de terapia continuó creciendo. 

## AKC Therapy Dog Titles
Los perros de terapia certificada pueden ganar cinco títulos, desde perros de terapia novatos hasta perros de terapia distinguidos, según su registro de visitas voluntarias (de 10 a 400). "El AKC no certifica perros de terapia; la certificación y el entrenamiento son realizados por organizaciones calificadas de perros de terapia. Las organizaciones de certificación son los expertos en esta área y sus esfuerzos deben ser reconocidos y apreciados".

## Clasificación
Los perros de terapia por lo general no son de asistencia o de servicios perros, pero pueden ser uno o ambos con algunas organizaciones. Los perros de terapia no están entrenados para ayudar a individuos específicos y no califican como perros de servicio bajo la Ley de Estadounidenses con Discapacidades.
Muchas organizaciones brindan evaluación y registro para perros de terapia. Las pruebas típicas pueden garantizar que un perro pueda manejar ruidos repentinos fuertes o extraños; puede caminar cómodamente en una variedad de superficies desconocidas; no se asustan por personas con bastones, sillas de ruedas o estilos inusuales de caminar o moverse; llevarse bien con niños y ancianos; y así. Las instituciones pueden invitar, limitar o prohibir el acceso de perros de terapia. Si está permitido, muchas instituciones tienen requisitos para perros de terapia. Therapy Dogs International (TDI) con sede en Estados Unidos prohíbe el uso de perros de servicio en su programa de perros de terapia. Los perros de servicio realizan tareas para personas con discapacidades y tienen el derecho legal de acompañar a sus dueños en la mayoría de las áreas.
En Canadá, St John Ambulance proporciona certificación de terapia para perros. En el Reino Unido, Pets As Therapy (PAT) ofrece perros y gatos visitantes a establecimientos donde las mascotas no están disponibles. También en el Reino Unido Therapy Dogs Nationwide (TDN) proporciona perros visitantes a los establecimientos. 

### Tipos
Hay tres clasificaciones para perros de terapia. El tipo más común de perros de terapia son los perros de visita terapéutica. Estos perros suelen ser mascotas domésticas; El dueño de estos perros llevará a sus mascotas a hospitales, hogares de ancianos o centros de rehabilitación para visitar a los pacientes. Estos perros se utilizan para mejorar la salud mental de los pacientes a través de la socialización y el estímulo. Otro tipo de perro de terapia son los perros de terapia asistida por animales (AAT). Los perros que entran en esta categoría tienen el deber de brindar asistencia a los pacientes para alcanzar ciertas metas hacia su recuperación. Trabajan para ayudar a los pacientes a adquirir habilidades tales como habilidades motoras, uso de extremidades y coordinación mano-ojo. Lo hacen al guiar a los pacientes a través de ciertas actividades y juegos para ayudarlos a practicar estas habilidades. Estos perros generalmente se basan en instalaciones de rehabilitación. El último tipo de perro de terapia es un perro de terapia de instalaciones. Estos perros generalmente trabajan en hogares de ancianos junto con sus cuidadores. Viven en las instalaciones y ayudan a los pacientes con enfermedad de Alzheimer y otras enfermedades cognitivas y mentales.

## Beneficios

### Psicológico
Se ha informado que la terapia asistida con animales ayuda a muchos problemas de salud psicológica, como ansiedad, depresión, habilidades sociales y simplemente mejora el estado de ánimo del paciente.

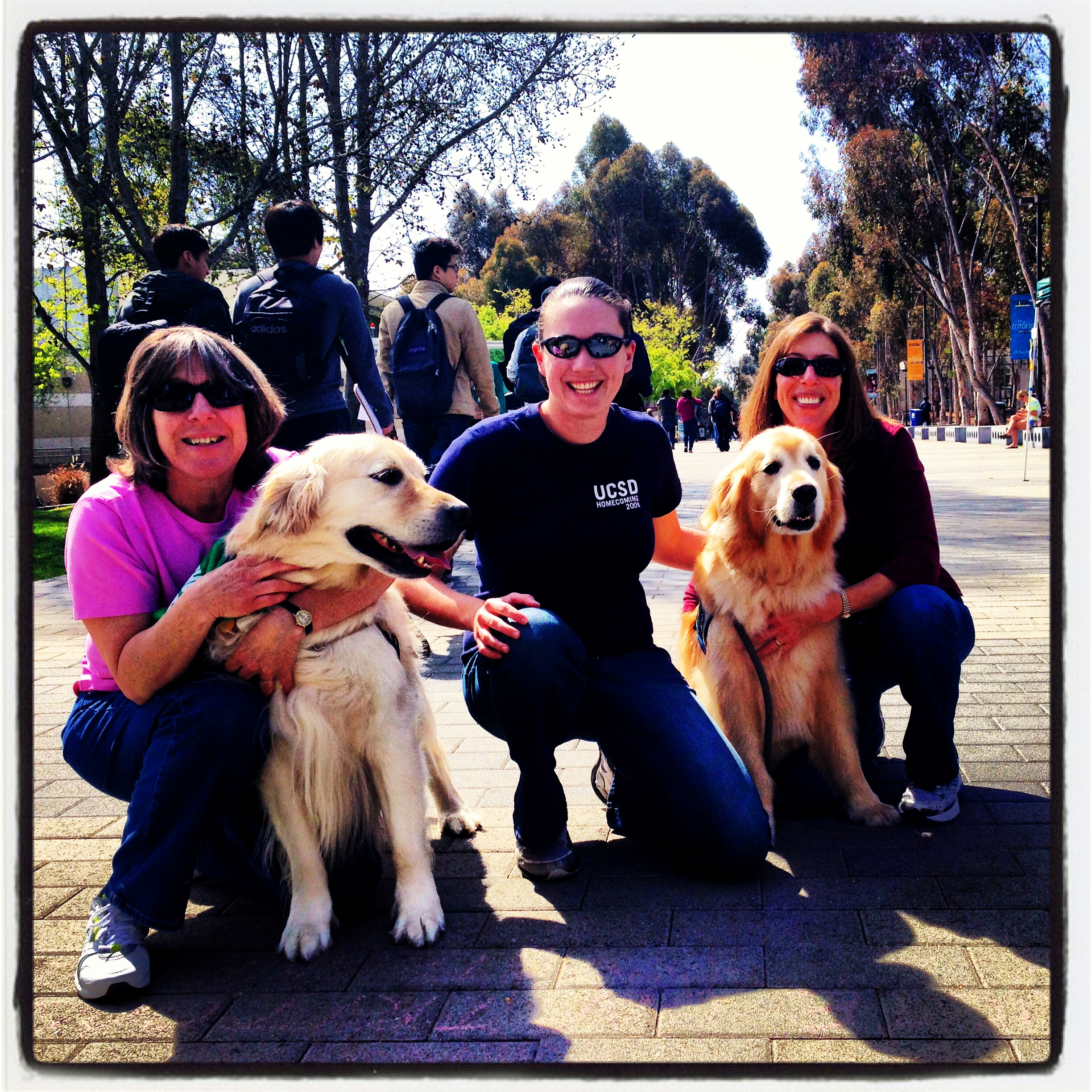
Terapia Fluffies en UC San Diego

Los beneficios psicológicos adicionales de los programas de terapia con perros en entornos educativos son que pueden proporcionar comodidad, compañía, distracción a pensamientos o situaciones desagradables, pueden disminuir la resistencia y acelerar el desarrollo de una relación en el proceso de terapia, y pueden ayudar a las personas a sentirse más cómodas en Una nueva situación.

#### Beneficios psicológicos en el entorno escolar.

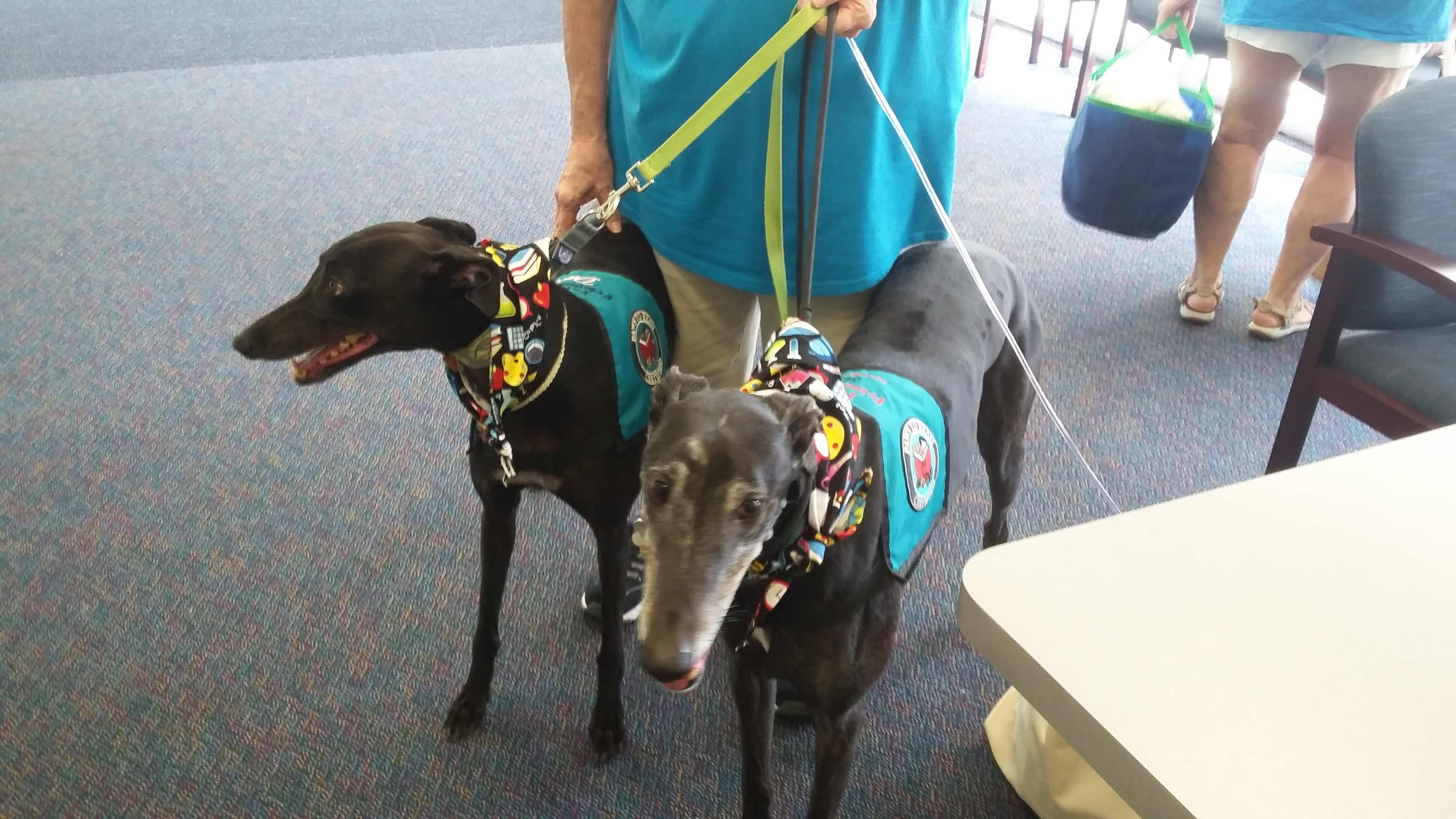
Perros de terapia de galgos en una escuela primaria en North Port, Florida

La Universidad de Connecticut utiliza perros de terapia en su programa Paws to Relax, disponible durante la semana final para ayudar a los estudiantes a lidiar con el aumento de la ansiedad. La escuela los usa en otras situaciones estresantes, incluidos suicidios y accidentes automovilísticos mortales. Desde 2011, la Facultad de Derecho de Yale ha utilizado perros de terapia para ayudar a los estudiantes que sufren estrés. Algunos colegios y universidades en los Estados Unidos traen perros de terapia al campus para ayudar a los estudiantes a desestresarse. Estos eventos del campus a menudo se denominan "Fluffies de terapia", un término acuñado por Torrey Trust, el fundador original del evento de desestresamiento de perros de terapia de la Universidad de California en San Diego. En 2009, Sharon Franks compartió la idea de llevar perros de terapia al campus con la Oficina de Bienestar Estudiantil de UC San Diego.
Desde el otoño de 2010, "Therapy Fluffies" ha visitado los campus de UC Davis, UC Santa Cruz y UC Riverside durante la semana previa a los exámenes de mitad de período y finales. Estos eventos brindan a los estudiantes y al personal la oportunidad de acariciar y relajarse con perros certificados para terapia. La universidad también trabaja con Inland Empire Pet Partners, un servicio de la Sociedad Protectora de Animales para llevar perros certificados para terapia al Mental Health Day Spa del campus, que se realiza trimestralmente.
En 2014, la Universidad de Concordia, Wisconsin, se convirtió en la primera universidad de los Estados Unidos en adoptar un perro de terapia a tiempo completo en su campus en Mequon, WI. El perro perdiguero de oro, Zoey, es un perro de caridad K-9 Charities de la iglesia luterana, entrenado para interactuar con personas en iglesias, escuelas, hogares de ancianos, hospitales, eventos y en situaciones de respuesta a desastres. Concordia luego compró un segundo perro de confort, llamado Sage.

#### Situaciones estresantes
El 14 de diciembre de 2012, los perros de terapia fueron llevados a la Escuela Primaria Sandy Hook en Newtown, Connecticut, luego del tiroteo y la muerte de 26 personas, lo que proporcionó consuelo a niños y padres. Anteriormente, los perros de terapia se usaban para ofrecer consuelo a la facultad, el personal y los estudiantes después del tiroteo de Virginia Tech en 2007 en Blacksburg, Virginia, cuando murieron 32 personas.
En Uganda, The Comfort Dog Project combina perros con aquellos traumatizados por la guerra. Los participantes aprenden a cuidar y entrenar a los animales a medida que los perros ayudan con confianza, ayudan con la depresión y ayudan con la recuperación del trastorno de estrés postraumático.
En Ecuador los Canes son usados como coterapeutas ante situaciones que requieren de soporte emocional.

### Cognitivo
Programas como el programa de perros de asistencia de educación de lectura (READ) promueven la alfabetización y las habilidades de comunicación. La práctica utiliza perros de terapia para alentar a los niños a leer en voz alta dándoles un oyente sin prejuicios. Se ha demostrado que el rendimiento académico y el entusiasmo de los niños por la lectura ha aumentado al tener un perro terapéutico con ellos, especialmente en niños con educación especial. Los objetivos de los programas de lectura asistida por perros incluyen aumentar la fluidez de lectura, aumentar la motivación para leer, alentar a los lectores reacios y hacer que la lectura sea divertida.
Estos beneficios cognitivos se pueden ver tanto en bibliotecas como en escuelas. A nivel internacional, hay programas que utilizan perros de terapia en entornos educativos como Alemania, Argentina, Finlandia (Lukukoira Sylvi de Kuopio, Finlandia fue el primer animal nominado para Ciudadano del Año), y Croacia, por ejemplo. 
Un artículo publicado por el American Journal of Alzheimer's Diseases & Other Dementias informó que durante las visitas con perros, los residentes con demencia pudieron participar en actividades especiales y fueron más verbales de lo habitual. Los investigadores han identificado beneficios cognitivos adicionales de los perros de terapia, que incluyen un aumento en la estimulación mental y asistencia en el recuerdo de los recuerdos y la secuencia de eventos.

### Físico
La interacción con perros de terapia mejora la salud cardiovascular y, como resultado, los pacientes pueden necesitar menos medicación. Además, acariciar animales promueve la liberación de hormonas que pueden elevar el estado de ánimo, específicamente la serotonina, la prolactina y la oxitocina. Los pacientes que reciben terapia ocupacional han mejorado sus habilidades motoras finas al preparar perros de terapia. Los estudios han encontrado una disminución de los niveles de cortisol en niños con estilos de apego inseguros, niños con trastorno del espectro autista, en pacientes hospitalarios con insuficiencia cardíaca y en profesionales de la salud, después del contacto físico con un perro.

### Social
La canoterapia ayuda a niños con distintas discapacidades físicas y promueven una mayor autoestima en los estudiantes y fomentan interacciones positivas con sus compañeros y maestros. Además, los niños con autismo demostraron mayores habilidades verbales e interacción social durante las sesiones de terapia cuando los animales estaban presentes en comparación con las sesiones de terapia tradicionales sin ellos.

## Conceptos erróneos

### Preocupaciones con perros de terapia en bibliotecas, escuelas e instalaciones médicas.
Hay algunas preocupaciones con el uso de perros de terapia con niños y adultos en varias instalaciones públicas. Algunos incluyen higiene, alergias, expectativas interculturales, seguridad de los participantes, bienestar animal y falta de capacitación constante o proceso de certificación y responsabilidad. AAI (intervenciones asistidas por animales) y AAA (actividades asistidas por animales) son facilitadas por equipos humanos / perros con entrenamiento extensivo en perros de terapia y han obtenido evaluaciones de comportamiento y salud. Siguen las pautas de limpieza (bañar y cepillar a los perros antes de las sesiones, mantener las vacunas actualizadas, cortar las uñas, lavarse las manos antes y después de las visitas) para aliviar la mayoría de las preocupaciones de higiene. En todos estos lugares, a los clientes, estudiantes o pacientes a menudo se les exige asumir la responsabilidad de sus interacciones con los perros en forma de exención de responsabilidad o formulario de permiso de los padres. Las consideraciones anticipadas de las responsabilidades de los manejadores y la institución u organización incluyen seguros y verificación de antecedentes para abordar la responsabilidad. Si bien las reclamaciones de seguros contra equipos de perros entrenados son poco frecuentes, se recomienda estar preparado. Dado que la interacción con el perro de terapia es una actividad opcional, aquellos con alergias, aquellos que desarrollan ansiedad cuando están cerca de perros o aquellos con oposición general al programa no necesitan participar. 

### La diferencia entre perros de servicio y terapia
De acuerdo con la Ley de Estadounidenses con Discapacidades, un "perro que está entrenado individualmente para trabajar o realizar tareas en beneficio de una persona con discapacidad" es un animal de servicio. Estos perros están entrenados para ayudar a los pacientes con sus necesidades físicas diarias. Los perros de servicio ayudan a las personas con discapacidad a seguir la vida cotidiana con seguridad e independencia. Muchos perros de servicio tienen una política de "no acariciar" mientras están en el trabajo para evitar que se distraigan de su tarea. En contraste, los perros de terapia están entrenados para interactuar con todo tipo de personas, no solo con sus cuidadores. Si bien algunos estados definen animales de terapia y animales de apoyo emocional, no están protegidos por las leyes federales y, por lo tanto, pueden prohibirse en negocios, restaurantes y muchos otros lugares.